# Vilantice
Vilantice là một làng thuộc huyện Trutnov, vùng Královéhradecký, Cộng hòa Séc.